# Gouvernement Valcárcel III
 Région de Murcie
Valcárcel II Valcárcel IV
Le gouvernement Valcárcel III est le gouvernement de la région de Murcie entre le 4 juillet 2003 et le 3 juillet 2007, durant la VIe législature de l'Assemblée régionale de Murcie. Il est présidé par Ramón Luis Valcárcel.

## Historique
Dirigé par le président sortant Ramón Luis Valcárcel, ce gouvernement est constitué du seul Parti populaire de la région de Murcie (PPRM). Il dispose de 62,2 % des sièges de l'Assemblée régionale de Murcie. Le gouvernement prend ses fonctions le 4 juillet 2003.
Il est formé à la suite des élections régionales du 25 mai 2003 qui voient la large victoire du Parti populaire, le recul du Parti socialiste de la région de Murcie-PSOE (PSRM-PSOE) et le maintien d'Izquierda Unida (IU) au parlement régional.

## Composition

### Initiale (4 juillet 2003)
| Fonction                                                            | Titulaire | Titulaire                                         | Parti |
| ------------------------------------------------------------------- | --------- | ------------------------------------------------- | ----- |
| Président                                                           |           | Ramón Luis Valcárcel Siso                         | PP    |
| Conseiller à la Présidence                                          |           | Fernando de la Cierva Carrasco                    | PP    |
| Conseillère aux Finances                                            |           | Inmaculada García Martínez                        | PP    |
| Conseiller à l'Éducation et à la Culture                            |           | Juan Ramón Medina Precioso                        | PP    |
| Conseiller à l'Agriculture, à l'Eau et à l'Environnement            |           | Antonio Cerdá Cerdá                               | PP    |
| Conseiller à la Santé                                               |           | Francisco Marqués Fernández (jusqu'au 31/01/2004) | PP    |
| Conseiller à la Santé                                               |           | María Teresa Herranz Marín (03/02/2004)           | PP    |
| Conseillère au Travail, à la Consommation et à la Politique sociale |           | Lourdes Méndez Monasterio                         | PP    |
| Conseillère au Travail, à la Consommation et à la Politique sociale |           | Cristina Rubio Peiró (04/02/2004)                 | PP    |
| Conseiller à l'Économie, à l'Industrie et à l'Innovation            |           | Patricio Valverde Megías                          | PP    |
| Conseiller aux Travaux publics, au Logement et aux Transports       |           | Joaquín Bascuñana García                          | PP    |
| Conseiller au Tourisme et à l'Aménagement du territoire             |           | José Pablo Ruiz Abellán                           | PP    |
| Secrétaire général de la Présidence et aux Relations extérieures    |           | José Antonio Ruiz Vivo                            | PP    |

### Remaniement du29 juin 2004
- Les nouveaux conseillers sont indiqués en gras, ceux ayant changé d'attributions en italique.

| Fonction                                                         | Titulaire | Titulaire                                      | Parti |
| ---------------------------------------------------------------- | --------- | ---------------------------------------------- | ----- |
| Président                                                        |           | Ramón Luis Valcárcel Siso                      | PP    |
| Conseiller à la Présidence                                       |           | Fernando de la Cierva Carrasco                 | PP    |
| Conseillère aux Finances                                         |           | Inmaculada García Martínez                     | PP    |
| Conseiller à l'Éducation et à la Culture                         |           | Juan Ramón Medina Precioso                     | PP    |
| Conseiller à l'Agriculture et à l'Eau                            |           | Antonio Cerdá Cerdá                            | PP    |
| Conseillère à la Santé                                           |           | María Teresa Herranz Marín                     | PP    |
| Conseillère au Travail et à la Politique sociale                 |           | Cristina Rubio Peiró                           | PP    |
| Conseiller à l'Économie, à l'Industrie et à l'Innovation         |           | Patricio Valverde Megías (jusqu'au 07/05/2005) | PP    |
| Conseiller aux Travaux publics, au Logement et aux Transports    |           | Joaquín Bascuñana García                       | PP    |
| Conseiller au Tourisme, au Commerce et à la Consommation         |           | José Pablo Ruiz Abellán                        | PP    |
| Conseiller à l'Environnement et à l'Aménagement du territoire    |           | Francisco Marqués Fernández                    | PP    |
| Secrétaire général de la Présidence et aux Relations extérieures |           | José Antonio Ruiz Vivo                         | PP    |

### Remaniement du9 mai 2005
- Les nouveaux conseillers sont indiqués en gras, ceux ayant changé d'attributions en italique.

| Fonction                                                         | Titulaire | Titulaire                                    | Parti |
| ---------------------------------------------------------------- | --------- | -------------------------------------------- | ----- |
| Président                                                        |           | Ramón Luis Valcárcel Siso                    | PP    |
| Conseiller à la Présidence                                       |           | Fernando de la Cierva Carrasco               | PP    |
| Conseillère à l'Économie et aux Finances                         |           | Inmaculada García Martínez                   | PP    |
| Conseiller à l'Éducation et à la Culture                         |           | Juan Ramón Medina Precioso                   | PP    |
| Conseiller à l'Agriculture et à l'Eau                            |           | Antonio Cerdá Cerdá                          | PP    |
| Conseillère à la Santé                                           |           | María Teresa Herranz Marín                   | PP    |
| Conseillère au Travail et à la Politique sociale                 |           | Cristina Rubio Peiró                         | PP    |
| Conseiller à l'Industrie et à l'Environnement                    |           | Francisco Marqués Fernández                  | PP    |
| Conseiller à l'Industrie et à l'Environnement                    |           | Benito Javier Mercader León (12/04/2006)     | PP    |
| Conseiller aux Travaux publics, au Logement et aux Transports    |           | Joaquín Bascuñana García                     | PP    |
| Conseiller au Tourisme, au Commerce et à la Consommation         |           | José Pablo Ruiz Abellán                      | PP    |
| Secrétaire général de la Présidence et aux Relations extérieures |           | José Antonio Ruiz Vivo (jusqu'au 20/04/2007) | PP    |